# 渋谷寿一 (陸軍軍人)
渋谷 寿一（澁谷 壽一、しぶや じゅいち、1876年（明治9年）12月22日 - 1955年（昭和30年）11月13日）は、大日本帝国陸軍軍人。最終階級は陸軍少将。

## 経歴・人物
山口県出身。1899年（明治32年）陸軍士官学校第11期卒業。
1923年（大正12年）8月に陸軍歩兵大佐・奈良連隊区司令官、1925年（大正14年）5月に歩兵第21連隊長を経て、1928年（昭和3年）8月に陸軍少将に昇進と同時に待命、同月末に予備役に編入した。  